# Otis Grand
Otis Grand (14 de febrero de 1950, Beirut, Líbano) es un guitarrista y cantante de blues, conocido especialmente por su álbum, Perfume and Grime (1996).

## Historial
A pesar de haber nacido en Beirut, Grand ha desarrollado su carrera entre Estados Unidos e Inglaterra, residiendo actualmente en Croydon (Londres). En Estados Unidos, tocó con músicos californianos en el Eli's Mile High Club de Oakland (California) donde desarrolló contactos que se revelaron como muy útiles: así, Joe Louis Walker fue el productor de su disco de debut, Always Hot (1988). Reconoce como principales influencias a B.B. King, Otis Rush, Johnny Otis y T-Bone Walker. A finales de los años 1980, Grand se trasladó al Reino Unido, donde alcanzó cierta popularidad con su grupo "Dance Kings". fue elegido "Mejor Guitarrista de blues del reino Unido", durante siete años seguidos (1990–1996), por la revista británica Blues Connection. En 1991, Grand editó un álbum como colíder, junto a Guitar Shorty, titulado My Way or the Highway, consiguiendo bastante proyección.
Joe Louis Walker participó en el siguiente disco de Grand, He Knows the Blues (1992), junto a Calvin Owens, Pee Wee Ellis, y el cantante Jimmy Nelson. El álbum fue nominado a los W.C. Handy Awards. Los siguientes discos, Nothing Else Matters (1994), que incluía a Curtis Salgado, Sugar Ray Norcia, y Kim Wilson, y Perfume and Grime (1996) con Luther Allison y Darrell Nulisch, también obtuvieron bastante proyección.
En 1997 Grand apareció como invitado en el disco de Joe Louis Walker, Great Guitars. En marzo de 2009, Grand aparece en escena en el Arts Centre en Cranleigh, Surrey.
En la década de 2000, desarrolló diversas giras por Francia e Italia, tocando con grupos formados por músicos locales. Más tarde, colaboró en un buen número de conciertos con la banda española La Blues Band de Granada, a quien produjo un disco ("The Grand Sessions", 2009) en el que también tocaba la guitarra. El disco obtuvo buenas críticas en los medios especializados europeos.

## Discografía seleccionada
- Always Hot (1988) - Indigo[9]
- He Knows the Blues (1990) - Volt[9]
- Nothing Else Matters (1995) - Sanctuary[9]
- Perfume and Grime (1996) - Sequel[9]
- Grand Union (1998) - Valley Entertainment - (con Anson Funderburgh y Debbie Davies)
- Hipster Blues (2007) - Bliss Street[9]
- The Grand Sessions (2009) - - Duradisc - (con La Blues Band de Granada)